# Olympische Sommerspiele 2020/Reiten – Springreiten Einzel
Die Einzelwettbewerbe im Springreiten bei den Olympischen Spielen 2020 in Tokio wurden am 3. und 4. August 2021 im Baji Kōen (auch als Equestrian Park bezeichnet) ausgetragen. Alle Prüfungen fanden unter Flutlicht statt.

## Zeitplan
| Runde         | Datum          | Uhrzeit                               |
| ------------- | -------------- | ------------------------------------- |
| Qualifikation | 3. August 2021 | 19:00 Ortszeit (12:00 deutscher Zeit) |
| Finale        | 4. August 2021 | 19:00 Ortszeit (12:00 deutscher Zeit) |

## Qualifikation
Insgesamt gab es 75 Startplätze. Jede Nation, die sich für den Mannschaftswettbewerb im Springreiten qualifiziert hatte, erhielt drei Startplätze in diesem Einzelwettbewerb. Reiter, deren Nation keine Mannschaft stellte, hatten die Möglichkeit, sich über andere Turniere zu qualifizieren.

## Titelträger
| Olympiasieger | Nick Skelton mit Big Star | Rio de Janeiro 2016 |
| Weltmeisterin | Simone Blum mit DSP Alice | Tryon 2018          |

Die Titelträger der letzten Olympischen Spiele und der letzten Weltmeisterschaften waren in Tokio nicht am Start: Nick Skelton beendete gut ein dreiviertel Jahr nach den Olympischen Spielen 2016 zusammen mit seinem Hengst Big Star seine Karriere. Ein Hexenschuss und eine Operation wegen eines hartnäckigen Blutergusses verhinderten, dass Alice, das Weltmeisterpferd von Simone Blum, rechtzeitig zu den Olympischen Spielen fit werden würde. Daher stellte Simone Blum ihre Olympiaambitionen bereits im April 2021 zurück.

## Prüfungen
Der neue Modus für die Olympischen Spiele 2020 betraf auch die Reihenfolge der Entscheidungen der Springreiter: Ähnlich wie bei den Nationenpreisturnieren des Longines FEI Jumping Nations Cups wurde nun zunächst die Einzelentscheidung am 3. und 4. August ausgetragen. Der Nationenpreis bildete nun den Abschluss der Springreitwettbewerbe.
Durch die geänderte Reihenfolge verringerte sich die Anzahl der Prüfungen bis zur Einzelentscheidung deutlich: Dienten 2016 die zwei Prüfungen der Mannschaftswertung mit zusammen drei Parcours je Reiter als Qualifikation für das Einzelfinale, waren die Prüfungen von Einzel- und Mannschaftswertung in Tokio noch deutlicher voneinander getrennt.
Als Qualifikation zum Einzelfinale diente nur noch eine einzige Qualifikationsprüfung, an der alle 75 Reiter-Pferd-Paare der Einzelwertung teilnahmen. Diese war als Springprüfung nach Fehlern, nicht gegen die Zeit ausgeschrieben. Bei einem Gleichstand auf Platz 30 zwischen mehreren Teilnehmern wäre abweichend die benötigte Zeit herangezogen worden, um die Qualifikation für das Einzelfinale zu ermitteln. Hindernishöhen von 1,65 Meter waren gemäß dem Regelwerk in der Qualifikationsprüfung zugelassen, eine Hindernishöhe von 1,60 Meter für zumindest für zwei Steilsprünge war zwingend vorgegeben.
Im Einzelfinale am 4. August traten die besten 30 Teilnehmerpaare aus der Qualifikationsprüfung an. Alle Reiter starteten hier wieder strafpunktfrei, das Ergebnis aus der Qualifikation wurde nicht mitgenommen. Beim Einzelfinale handelte es sich, ähnlich einem Großen Preis, um eine Springprüfung mit Stechen. Die Besonderheit hierbei war jedoch, dass es bei Punktgleichheit um einen beliebigen Medaillenrang Stechen vorgesehen waren. Somit wären im Extremfall auch zwei Stechen möglich gewesen: Eines um die Gold- und Silbermedaille bei Punktgleichheit auf den ersten beiden Plätzen sowie eines bei Punktgleichheit auf Rang drei. Auch im Einzelfinale waren Hindernishöhen von 1,65 Meter zugelassen, eine Hindernishöhe von 1,60 Meter war für zumindest für zwei Steilsprünge zwingend vorgegeben.

## Ergebnisse

### Qualifikationsprüfung
Dem Parcoursbauer Santiago Varela oblag es in dieser Qualifikationsprüfung, einen Parcours aufzubauen, der die schwächeren Teilnehmer nicht überfordert, aber dennoch die 30 besten Paare aus dem Starterfeld herausfiltert. Dementsprechend war der Parcours der leichteste Kurs dieser olympischen Springreitwettbewerbe. Die Hoffnung der schnellen Reiter mit vier Strafpunkten, über eine schnelle Zeit noch einen Platz unter den Top 30 zu erringen, bewahrheitete sich nicht. Genau 30 Paare beendeten den Kurs ohne Hindernisfehler, fünf davon mit Zeitstrafpunkten.
Das Aus aufgrund von zum Teil leichtesten Hindernisfehler traf auch einige Favoriten: Steve Guerdat (Einzel-Olympiasieger von 2012) und Marlon Modolo Zanotelli (Einzelgold Panamerikanische Spiele 2019) hatten vier Strafpunkte, aus den Vereinigten Staaten qualifizierte sich niemand für das Einzelfinale. Auch Christian Kukuk und André Thieme verpassten mit einem Springfehler den Einzug in das Einzelfinale knapp und beendeten die Einzelwertung auf Rang 31.
Überraschend zogen alle drei japanischen Reiter in das Einzelfinale ein. Ben Maher ritt mit seinem Pferd Explosion W die schnellste fehlerfreie Runde in dieser Prüfung – ein Fingerzeig für das Einzelfinale.
| Rang | Reiter                   | Pferd                          | Strafpunkte   | Strafpunkte   | Strafpunkte   | Zeit (Sekunden) |
| Rang | Reiter                   | Pferd                          | Springfehler  | Zeitfehler    | Gesamt        | Zeit (Sekunden) |
| ---- | ------------------------ | ------------------------------ | ------------- | ------------- | ------------- | --------------- |
| 1    | Ben Maher                | Explosion W                    | 0,00          | 0,00          | 0,00          | 81,34           |
| 1    | Darragh Kenny            | Cartello                       | 0,00          | 0,00          | 0,00          | 82,01           |
| 1    | Ashlee Bond              | Donatello                      | 0,00          | 0,00          | 0,00          | 82,84           |
| 1    | Maikel van der Vleuten   | Beauville Z                    | 0,00          | 0,00          | 0,00          | 84,61           |
| 1    | Mario Deslauriers        | Bardolina                      | 0,00          | 0,00          | 0,00          | 84,76           |
| 1    | Bertram Allen            | Pacino Amiro                   | 0,00          | 0,00          | 0,00          | 85,18           |
| 1    | Grégory Wathelet         | Nevados S                      | 0,00          | 0,00          | 0,00          | 85,20           |
| 1    | Luciana Diniz            | Vertigo du Desert              | 0,00          | 0,00          | 0,00          | 85,62           |
| 1    | Scott Brash              | Jefferson                      | 0,00          | 0,00          | 0,00          | 85,72           |
| 1    | Peder Fredricson         | All In                         | 0,00          | 0,00          | 0,00          | 85,83           |
| 1    | Jérôme Guery             | Quel Homme                     | 0,00          | 0,00          | 0,00          | 86,10           |
| 1    | Daniel Deußer            | Killer Queen                   | 0,00          | 0,00          | 0,00          | 86,14           |
| 1    | Niels Bruynseels         | Delux                          | 0,00          | 0,00          | 0,00          | 86,67           |
| 1    | Yuri Mansur              | Alfons                         | 0,00          | 0,00          | 0,00          | 86,74           |
| 1    | Harry Charles            | Romeo                          | 0,00          | 0,00          | 0,00          | 86,94           |
| 1    | Malin Baryard-Johnsson   | Indiana                        | 0,00          | 0,00          | 0,00          | 87,42           |
| 1    | Nicolas Delmotte         | Urvoso du Roch                 | 0,00          | 0,00          | 0,00          | 87,49           |
| 1    | Daisuke Fukushima        | Chanyon                        | 0,00          | 0,00          | 0,00          | 87,51           |
| 1    | Martin Fuchs             | Clooney                        | 0,00          | 0,00          | 0,00          | 87,56           |
| 1    | Kristaps Neretnieks      | Valour                         | 0,00          | 0,00          | 0,00          | 87,66           |
| 1    | Henrik von Eckermann     | King Edward                    | 0,00          | 0,00          | 0,00          | 88,00           |
| 1    | Marc Houtzager           | Dante                          | 0,00          | 0,00          | 0,00          | 88,02           |
| 1    | Nayel Nassar             | Igor van de Wittemoere         | 0,00          | 0,00          | 0,00          | 88,42           |
| 1    | Kōki Saitō               | Chilensky                      | 0,00          | 0,00          | 0,00          | 88,56           |
| 1    | Cian O’Connor            | Kilkenny                       | 0,00          | 0,00          | 0,00          | 88,66           |
| 26   | Geir Gulliksen           | Quatro                         | 0,00          | 1,00          | 1,00          | 89,41           |
| 26   | Eiken Satō               | Saphyr des Lacs                | 0,00          | 1,00          | 1,00          | 90,40           |
| 26   | Beat Mändli              | Dsarie                         | 0,00          | 1,00          | 1,00          | 91,46           |
| 26   | Mouda Zeyada             | Galanthos                      | 0,00          | 1,00          | 1,00          | 91,71           |
| 30   | Daniel Meech             | Cinca                          | 0,00          | 2,00          | 2,00          | 93,87           |
| 31   | Eduardo Álvarez Aznar    | Legend                         | 4,00          | 0,00          | 4,00          | 83,49           |
| 31   | Marlon Modolo Zanotelli  | Edgar M                        | 4,00          | 0,00          | 4,00          | 84,11           |
| 31   | Steve Guerdat            | Venard de Cerisy               | 4,00          | 0,00          | 4,00          | 85,62           |
| 31   | Willem Greve             | Zypria S                       | 4,00          | 0,00          | 4,00          | 86,20           |
| 31   | André Thieme             | DSP Chakaria                   | 4,00          | 0,00          | 4,00          | 86,45           |
| 31   | Jessica Springsteen      | Don Juan van de Donkhoeve      | 4,00          | 0,00          | 4,00          | 87,15           |
| 31   | Aleš Opatrný             | Forewer                        | 4,00          | 0,00          | 4,00          | 87,17           |
| 31   | Samuel Parot             | Dubai                          | 4,00          | 0,00          | 4,00          | 87,60           |
| 31   | Edwina Tops-Alexander    | Identity Vitseroel             | 4,00          | 0,00          | 4,00          | 87,93           |
| 31   | Christian Kukuk          | Mumbai                         | 4,00          | 0,00          | 4,00          | 88,07           |
| 31   | Kent Farrington          | Gazelle                        | 4,00          | 0,00          | 4,00          | 88,57           |
| 42   | Teddy Vlock              | Amsterdam                      | 4,00          | 2,00          | 6,00          | 95,74           |
| 43   | Mathieu Billot           | Quel Filou                     | 4,00          | 3,00          | 7,00          | 98,99           |
| 44   | José Maria Larocca       | Finn Lente                     | 8,00          | 0,00          | 8,00          | 84,69           |
| 44   | Laura Kraut              | Baloutinue                     | 8,00          | 0,00          | 8,00          | 85,23           |
| 44   | Enrique González         | Chacna                         | 4,00          | 4,00          | 8,00          | 101,53          |
| 47   | Eugenio Garza Perez      | Armani SL Z                    | 8,00          | 1,00          | 9,00          | 89,10           |
| 47   | Emanuele Gaudiano        | Chalou                         | 8,00          | 1,00          | 9,00          | 89,48           |
| 47   | Andreas Schou            | Darc de Lux                    | 8,00          | 1,00          | 9,00          | 89,52           |
| 47   | Roberto Terán            | Dez' Ooktoff                   | 8,00          | 1,00          | 9,00          | 89,71           |
| 47   | Jasmine Chen             | Benitus di Vallerano           | 8,00          | 1,00          | 9,00          | 91,01           |
| 52   | Martín Dopazo            | Quintino                       | 8,00          | 2,00          | 10,00         | 93,39           |
| 52   | Li Zhenqiang             | Uncas S                        | 8,00          | 2,00          | 10,00         | 95,79           |
| 52   | Pénélope Leprevost       | Vancouver de Lanlore           | 8,00          | 2,00          | 10,00         | 96,82           |
| 55   | Anna Kellnerová          | Catch Me If You Can OLD        | 12,00         | 0,00          | 12,00         | 86,55           |
| 55   | Manuel González Dufrane  | Hortensia van de Leeuwerk      | 12,00         | 0,00          | 12,00         | 88,23           |
| 57   | Bruce Goodin             | Danny V                        | 12,00         | 1,00          | 13,00         | 90,18           |
| 57   | Oleksandr Prodan         | Casanova F Z                   | 12,00         | 1,00          | 13,00         | 92,17           |
| 57   | Fabian Sejanes           | Emir                           | 12,00         | 1,00          | 13,00         | 92,49           |
| 60   | El Ghali Boukaa          | Ugolino du Clos                | 12,00         | 2,00          | 14,00         | 93,13           |
| 60   | Hector Florentino        | Carnaval                       | 12,00         | 2,00          | 14,00         | 95,53           |
| 62   | Abdel Said               | Bandit Savoie                  | 8,00          | 7,00          | 15,00         | 113,40          |
| 63   | Abdelkebir Ouaddar       | Istanbull van het Ooievaarshof | 16,00         | 0,00          | 16,00         | 87,52           |
| 64   | Uma O’Neill              | Clockwise of Greenhill Z       | 16,00         | 1,00          | 17,00         | 91,45           |
| 65   | Zhang Xingjia            | For Passion d'Ive Z            | 16,00         | 2,00          | 18,00         | 93,60           |
| 66   | Katie Laurie             | Casebrooke Lomond              | aufgegeben    | aufgegeben    | aufgegeben    | aufgegeben      |
| 66   | Zhang You                | Caesar                         | aufgegeben    | aufgegeben    | aufgegeben    | aufgegeben      |
| 66   | Kamil Papoušek           | Warness                        | aufgegeben    | aufgegeben    | aufgegeben    | aufgegeben      |
| 66   | Ibrahim Bisharat         | Blushing                       | aufgegeben    | aufgegeben    | aufgegeben    | aufgegeben      |
| 66   | Alberto Michán Halbinger | Cosa Nostra                    | ausgeschieden | ausgeschieden | ausgeschieden | ausgeschieden   |
| 66   | Mathilda Karlsson        | Chopin VA                      | ausgeschieden | ausgeschieden | ausgeschieden | ausgeschieden   |
| 66   | Ahmad Saber Hamcho       | Deville                        | ausgeschieden | ausgeschieden | ausgeschieden | ausgeschieden   |
| 66   | Ali Al Ahrach            | USA de Riverland               | ausgeschieden | ausgeschieden | ausgeschieden | ausgeschieden   |

### Finalprüfung
Auch in der Finalprüfung gelang es dem Parcoursbauer einen Springkurs zu gestalten, der die passenden hohen Anforderungen an die 30 verbliebenen Starterpaare stellte, aber dennoch keine schlechten Bilder durch Überforderungen lieferte. Die letzten beiden Teilnehmer aus dem deutschen Sprachgebiet, die im Vorfeld zum Kreis der Favoriten zählenden Martin Fuchs (Europameister 2019) und Daniel Deußer (Weltranglistenerster), schlossen beide mit zwei Hindernisfehlern die Einzelwertung ab.
Während Cian O’Connor und Scott Brash einen Zeitfehler hinnehmen mussten – kurioserweise beendeten beide den Kurs zeitgleich nach 88,45 Sekunden – zogen sechs Reiter-Pferd-Paare in das Stechen um die Medaillen ein. Der Ritt von O’Connor lieferte die Grundlage für eine Diskussion über das Regelwerk: O’Connors Wallach Kilkenny bekam während des Rittes Nasenbluten. Anders als Blut im Maul oder an den Flanken des Pferdes ist das Nasenbluten nicht als Grund für eine Disqualifikation vorgesehen, so dass die Richter den Ritt nicht vorzeitig abklingelten.
Enorm stark zeigten sich Schwedens Vertreter, alle drei schwedischen Reiter zogen in das Stechen ein. Den Auftakt zum Stechen machte Daisuke Fukushima, der mit seinem Pferd Chanyon in unter 44 Sekunden fehlerfrei blieb. Kein Teilnehmer im Stechen zeigte Nerven, alle blieben fehlerfrei, so dass ausschließlich die Zeit über die Top drei im Stechen entschied. Die einzige „Amazone“ im Stechen, Malin Baryard-Johnsson, unterbot Fukushimas Zeit direkt um drei Sekunden. Fast noch einmal um denselben Abstand schneller blieb ihr Landsmann Peder Fredricson mit seinem Silbermedaillen-Pferd von 2016, All In. Doch wie in Rio, so blieb Fredricson auch in Tokio hinter einem Briten. Dieses Mal war es Ben Maher mit Explosion W. Das Paar, das insbesondere die Global Champions Tour dominierte und 2019 knapp Einzelgold bei den Europameisterschaften verpasst hatte, kam der Modus von Tokio entgegen. Die Erfahrungen aus unzähligen Stechen ausspielend, war das Paar nochmals schneller als Fredricson und All In.
An Mahers Zeit sollte niemand im Stechen mehr herankommen. Henrik von Eckermann und Maikel van der Vleuten reihten sich mit ihren Pferden auf den Plätzen vier und drei ein.
| Rang | Reiter                 | Pferd                  | Normalumlauf  | Normalumlauf  | Normalumlauf  | Normalumlauf    | Stechen     | Stechen         |
| Rang | Reiter                 | Pferd                  | Strafpunkte   | Strafpunkte   | Strafpunkte   | Zeit (Sekunden) | Strafpunkte | Zeit (Sekunden) |
| Rang | Reiter                 | Pferd                  | Springfehler  | Zeitfehler    | Gesamt        | Zeit (Sekunden) | Strafpunkte | Zeit (Sekunden) |
| ---- | ---------------------- | ---------------------- | ------------- | ------------- | ------------- | --------------- | ----------- | --------------- |
| 1    | Ben Maher              | Explosion W            | 0,00          | 0,00          | 0,00          | 85,67           | 0           | 37,85           |
| 2    | Peder Fredricson       | All In                 | 0,00          | 0,00          | 0,00          | 86,77           | 0           | 38,02           |
| 3    | Maikel van der Vleuten | Beauville Z            | 0,00          | 0,00          | 0,00          | 85,31           | 0           | 38.90           |
| 4    | Henrik von Eckermann   | King Edward            | 0,00          | 0,00          | 0,00          | 85,48           | 0           | 39,71           |
| 5    | Malin Baryard-Johnsson | Indiana                | 0,00          | 0,00          | 0,00          | 87,22           | 0           | 40,76           |
| 6    | Daisuke Fukushima      | Chanyon                | 0,00          | 0,00          | 0,00          | 87,57           | 0           | 43,76           |
| 7    | Cian O’Connor          | Kilkenny               | 0,00          | 1,00          | 1,00          | 88,45           |             |                 |
| 7    | Scott Brash            | Jefferson              | 0,00          | 1,00          | 1,00          | 88,45           |             |                 |
| 9    | Grégory Wathelet       | Nevados S              | 4,00          | 0,00          | 4,00          | 84,26           |             |                 |
| 10   | Luciana Diniz          | Vertigo du Desert      | 4,00          | 0,00          | 4,00          | 84,69           |             |                 |
| 11   | Ashlee Bond            | Donatello              | 4,00          | 1,00          | 5,00          | 88,02           |             |                 |
| 12   | Nicolas Delmotte       | Urvoso du Roch         | 4,00          | 1,00          | 5,00          | 88,04           |             |                 |
| 13   | Kōki Saitō             | Chilensky              | 4,00          | 1,00          | 5,00          | 89,82           |             |                 |
| 14   | Jérôme Guery           | Quel Homme             | 4,00          | 3,00          | 7,00          | 99,84           |             |                 |
| 15   | Bertram Allen          | Pacino Amiro           | 8,00          | 0,00          | 8,00          | 84,64           |             |                 |
| 16   | Martin Fuchs           | Clooney                | 8,00          | 0,00          | 8,00          | 84,99           |             |                 |
| 17   | Darragh Kenny          | Cartello               | 8,00          | 0,00          | 8,00          | 85,11           |             |                 |
| 18   | Daniel Deußer          | Killer Queen           | 8,00          | 0,00          | 8,00          | 85,69           |             |                 |
| 19   | Mouda Zeyada           | Galanthos              | 8,00          | 0,00          | 8,00          | 86,63           |             |                 |
| 20   | Yuri Mansur            | Alfons                 | 8,00          | 0,00          | 8,00          | 87,27           |             |                 |
| 21   | Marc Houtzager         | Dante                  | 12,00         | 1,00          | 13,00         | 88,10           |             |                 |
| 22   | Mario Deslauriers      | Bardolina              | 12,00         | 1,00          | 13,00         | 88,51           |             |                 |
| 23   | Kristaps Neretnieks    | Valour                 | 12,00         | 1,00          | 13,00         | 88,75           |             |                 |
| 24   | Nayel Nassar           | Igor van de Wittemoere | 12,00         | 1,00          | 13,00         | 89,63           |             |                 |
| 25   | Eiken Satō             | Saphyr des Lacs        | 16,00         | 0,00          | 16,00         | 84,67           |             |                 |
| 26   | Niels Bruynseels       | Delux                  | ausgeschieden | ausgeschieden | ausgeschieden | ausgeschieden   |             |                 |
| 26   | Daniel Meech           | Cinca                  | ausgeschieden | ausgeschieden | ausgeschieden | ausgeschieden   |             |                 |
| 26   | Harry Charles          | Romeo                  | aufgegeben    | aufgegeben    | aufgegeben    | aufgegeben      |             |                 |
| 26   | Geir Gulliksen         | Quatro                 | aufgegeben    | aufgegeben    | aufgegeben    | aufgegeben      |             |                 |
| 26   | Beat Mändli            | Dsarie                 | aufgegeben    | aufgegeben    | aufgegeben    | aufgegeben      |             |                 |